# Start a War
Start a War je četvrti studijski album američkog metal sastava Static-X, objavljen 14. lipnja 2005.
Uz album se nalazio i dodatni DVD nazvan X-Rated. Na njemu su bile snimke snimanja albuma, pokusa, te nastupa uživo. Sniman je dok je još gitarist Tripp Eisen bio u sastavu, te je kasnije "izbrisan", iako ga se još može vidjeti u nekim scenama. Album je obilježio povratak gitarista Koichia Fukude, iako nije svirao gitaru, te im je to prvi album s bubnjarom Nickom Oshirom. S albuma su objavljena dva singla, "I'm the One" i "Dirthouse". Nalazio se na 29. mjestu Billboard 200 top liste.

## Popis pjesama
1. "The Enemy" – 2:28
2. "I'm the One" – 2:36
3. "Start a War" - 2:44
4. "Pieces" – 2:38
5. "Dirthouse" – 3:03
6. "Skinnyman" – 3:40
7. "Just in Case" – 4:24
8. "Set It Off" – 3:55
9. "I Want to Fucking Break It" – 2:42
10. "Night Terrors" – 3:09
11. "Otsego Amigo" – 2:45
12. "My Damnation" – 4:01
13. "Brainfog" – 9:53

## Top liste

### Album
| Godina | Top lista     | Pozicija |
| ------ | ------------- | -------- |
| 2005.  | Billboard 200 | 29       |

### Singlovi
| Godina | Singl         | Top lista              | Pozicija |
| ------ | ------------- | ---------------------- | -------- |
| 2005.  | "I'm the One" | Mainstream Rock Tracks | 22       |
| 2005.  | "Dirthouse"   | Mainstream Rock Tracks | 27       |

## Produkcija
- Static-X
  - Wayne Static – vokal, gitara, klavijature
  - Koichi Fukuda – programing
  - Tony Campos – bas-gitara, prateći vokal
  - Nick Oshiro – bubnjevi